# Paul Anka
Paul Albert Anka (Ottawa, 30 de julio de 1941) es un cantautor y actor canadiense, famoso desde finales de la década de 1950, y las décadas de 1960 y 1970 con sus canciones «Diana», «Lonely Boy», «Put Your Head on My Shoulder» y «(You're) Having My Baby». Creó también composiciones muy conocidas, tales como el tema musical del programa The Tonight Show Starring Johnny Carson y uno de los mejores éxitos de Tom Jones, «She's a Lady». Además de ello, escribió la letra en inglés sobre la música de Claude François y Jacques Revaux de la canción estrella interpretada por Frank Sinatra «My Way» (de título en francés original "Comme d'habitude"), la cual ha sido cantada por muchísimos artistas, incluyendo Elvis Presley, Raphael y él mismo. Finalmente, entró en el Paseo de la fama de Canadá en 2005.
En 1983 escribió tres canciones con Michael Jackson, «I Never Heard», a la cual se le cambió el título en 2009 por «This Is It», «Love Never Felt So Good», lanzada en el segundo álbum póstumo de Jackson, Xscape, y «Don't Matter to Me» lanzada por el cantante Drake en su álbum Scorpion con un dueto póstumo con Michael Jackson.
Paul Anka se convirtió en un ciudadano naturalizado en Estados Unidos en 1990.[cita requerida]

## Biografía

### Primeros años
Paul Anka nació en Ottawa, Ontario, Canadá. Sus padres eran de origen sirio, Camelia (Tannis) y Andrew Emile «Andy» Anka, dueños de un restaurante llamado Locanda. Ambos son descendientes de cristianos pertenecientes a la Iglesia Ortodoxa Antioqueña. El padre de Anka era un sirio estadounidense de ’Uyūn al-Wādī, Siria, de la familia Na'Nou', y la madre era libanes-canadiense de la localidad Kfarmishki, de Rachaiya, en Líbano. Desgraciadamente, Paul perdió a su madre cuando él tenía solamente 18 años de edad.
De joven, Anka cantaba en el coro de la iglesia ortodoxa sirio-antioquena de St. Elias , bajo la dirección de Frederick Karam con quién estudió teoría musical. Estudió piano con Winnifred Rees. Estudió en la Fisher Park High School, donde formó parte de un trío llamado The Bobby Soxers. Anka era de constitución pequeña pero compacta y era excelente en los deportes, pero su gran amor siempre fue la música. A los 11 años de edad, actuaba con frecuencia en clubes nocturnos en Gatineau y Hull en la provincia de Quebec. Estas actuaciones consistían principalmente en presentar a los cantantes "pop" del día. Con una popularidad local, abría frecuentemente para los Four Aces y los Rovers Boys. Fue durante esta época, que Anka inició su trabajo como compositor. Inicialmente, creaba canciones con letras inspiradas en experiencias de su propia vida. A los 15 años ya se había presentado para un programa de televisión local. En 1956 se mudó a Los Ángeles con un tío suyo que trabajaba en un local cívico. Este fue el momento en que el tío de Anka hizo que se interesara aún más en la música y le presentó a los contactos que tenía. El joven prodigio Paul Anka, ya grabó entonces su primer sencillo, «I Confess», a los 14 años. Lo grabó en Modern Records, donde le presentaron a Ernie Freeman, el hombre con el sello discográfico A&R. Anka impresionó a Freeman, quien lo invitó a su casa. Más adelante, Anka grabaría un par de canciones que escribió para Modern, pero solo vendió 3000 copias. Sintiéndose derrotado, Anka regresó a Canadá y empezó a planear su regreso al colegio y empezó a considerar el cursar la carrera de derecho o la de periodismo.

## Carrera profesional

### Primeros éxitos
Paul Anka, después de grabar su primer sencillo «I Confess», antes de ser un quinceañero, en 1957 se fue a Nueva York con unos escasos $100 dólares que le había dado su tío (hay que tener en cuenta que, esos $100 dólares, tenían el poder adquisitivo de casi $1,100 dólares de hoy en día), para buscar más oportunidades. Allí, Paul tuvo una entrevista con Don Costa, el director artístico y de repertorio de ABC, oportunidad en la cual le cantó lo que se creía que era un verso lleno de amor para una antigua niñera.

### El primer éxito y primer número uno de Billboard en 1957: "Diana"

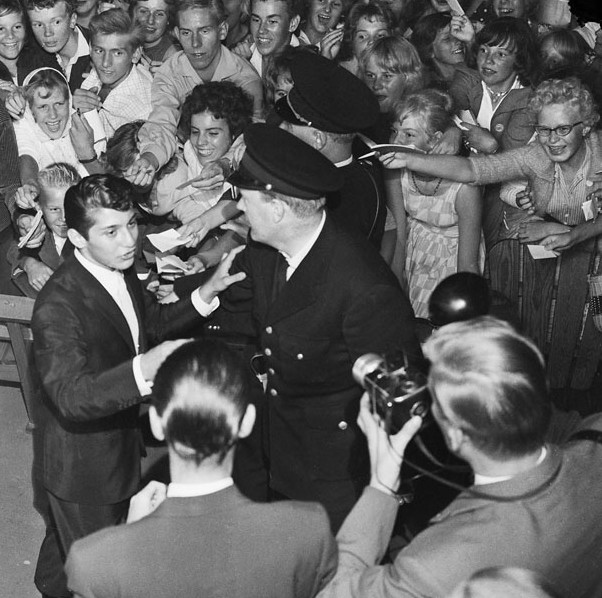
Paul Anka en Gröna Lund de Estocolmo, 1959.

Después de un mes de preparativos, ABC-Paramount estaba lista para grabar la canción "Diana," creación de Paul Anka. Cantando con todo su sentimiento, por el amor que pareciera aun sentía por la joven de su corazón, la cual había resultado ser, ni más ni menos que su antigua niñera (téngase en cuenta, que en ese momento, hacia solo 3 años, Paul, era todavía un niño tierno de 12 añitos, y claro, necesitaba en ese entonces de una niñera, la cual, probablemente, no sería mayor que él por más de unos 5 años, y es lógico que un prepuber, se terminara enamorando de su cuidadora a quien admiraba, como cuando un niño se enamora de su maestra). Esta canción de nombre "Diana" trataba de un muchacho adolescente que sentía enamorado con una muchacha, también adolescente, aunque mayor que él, pero que no le hacía caso. En una entrevista con Terry Gross de NPR, en el 2005, Paul Anka declaró que lo real es que la canción se la dedicó a una chica de su iglesia en esa época (que seguramente era bonita), pero a la cual, apenas conoció.
La música estuvo basada en el popular ritmo latino llamado calipso (más frecuentemente escuchado en la región del Caribe que en Sudamérica), en realidad, un cha-cha-chá modificado con un latido de calipso. El calipso había sido creado ya hacia más de un siglo (es un género de música caribeña, originario de Trinidad y Tobago, el cual ya se practicaba durante la primera parte del siglo XIX, y el que recién se terminó difundiendo en el resto del Caribe, un siglo después).
Con esta canción, Anka trepó al número uno de las listas de éxitos en ese 1957 tanto en Canadá como en la lista de Billboard de los Estados Unidos. "Diana" es uno de los discos de 45 r. p. m. (Revoluciones por minuto) más vendidos en toda la historia de un autor de origen canadiense. "Diana" fue grabada muchísimas veces en sesenta países entre 1957 y 1963. La versión cantada por Paul Anka, vendió más de nueve millones de copias. Irving Feld, el dueño de una cadena de ventas de discos en el Noroeste y quién financiaba la caravana de Rock&Roll llamada "Biggest Show of Stars" (El más grande espectáculo de las estrellas), reconoció que "Diana" había sido todo un éxito tremendo (un "hit" en inglés) y por ello, contrato a Paul Anka para que participara de todo un "tour." Al inicio de este, el 6 de septiembre de 1957, "Diana" estaba en la cumbre de las listas de éxitos. El número uno de la lista de éxitos (Billboard en inglés). Tuvo cuatro canciones más que llegaron a estar dentro de las 20 canciones más populares en 1958, incluyendo los temas "It's Time to Cry" (Es tiempo de llorar), que fue un éxito que alcanzó el puesto número 4 y (All Of a Sudden) My Heart Sings ([Sin querer] Mi corazón canta), la cual llegó al número 15 cuando él tenía 17 años, convirtiéndose de esta manera en uno de los ídolos adolescentes más preciados de ese tiempo. Con tanto éxito, terminó viajando a Gran Bretaña, y con Buddy Holly a Australia. Paul Anka, fue el único ídolo adolescente de finales de la década de los 1950 que había sido, además de cantante, compositor. Sus canciones, traducidas al español, empezaban a ser conocidas en México y en toda América Latina, gracias a las interpretaciones traducidas y realizadas por los cantantes de la época del rock and roll: César Costa, Enrique Guzmán, Angélica María, Alberto Vázquez, Los Cinco Latinos y varios otros cantantes jóvenes.
Su siguiente sencillo "You Are My Destiny" (Tu Eres mi destino), llegó a estar entre los 10 éxitos más populares a principios de 1958. Anka produjo varios sencillos más en pocos meses. Por lo tanto, todos esos artistas latinos, no dejaban pasar ni uno de sus discos, sin desear interpretarlos ellos mismos en español, los cuales siendo ya exitosos se traducían con muy buenos y espectaculares arreglos musicales, grabados y se volvían éxitos en México y en América Latina.

### Segundo gran éxito mundial en 1959: "Lonely Boy"

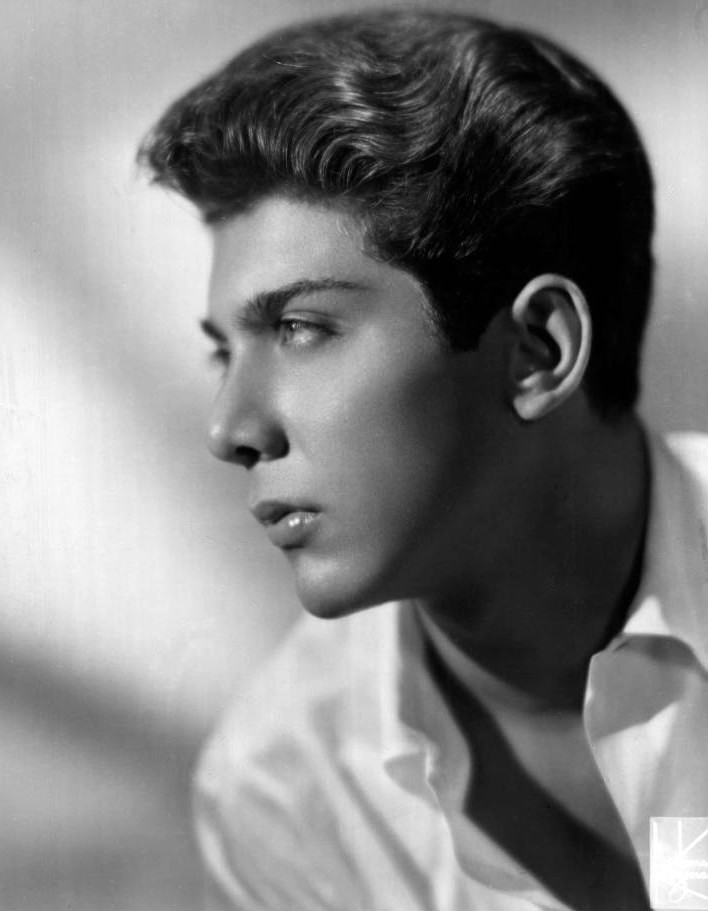
Paul Anka en 1961.

En 1959, Anka tuvo otro fuerte y maravilloso número uno como "Diana". Participó en un pequeño papel en la película de bajo presupuesto "Girls's Town". En esa película el cantó "Lonely Boy" que fue un gran hit, llegando al número uno de Billboard en el año de 1959. "Lonely Boy" (Muchacho triste), fue seguida por otros éxitos: "Put Your Head On my Shoulder", (Tu cabeza en mi hombro), "It's Time To Cry" (Tiempo de llorar), "Puppy Love", (Amor infantil), y "My Home Town" (Mi pueblo), todos ellos Top Ten Hits en Billboard.
Anka ahora era solicitado en todo el mundo y apareció en el London Palladium y en otros escenarios ingleses en noviembre de 1957. En enero de 1958, viajó hacia Australia con Buddy Holly.
Ahora de 18 años, Anka inicia cambios en su estilo y en su imagen de acuerdo a la moda de adulto de los super clubs. En 1959, debutó en el Sahara Hotel en Las Vegas, Nevada. Un año más tarde, sería el cantante más joven en actuar en el Copacabana. El resultado fue que su popularidad disminuyó con los adolescentes. Tenía hits muy sólidos y buenos, pero había problemas para llegar al top de ventas. Durante los años 1960 Anka trabajó como actor de películas, además de escribir canciones de éxito como "Lonely Boy". Luego, en Las Vegas, se convirtió en uno de los primeros artistas de música pop que cantaban en los casinos.

### Nuevos sellos discográficos con el fin de recuperar audiencia
En 1962, trató de rescatar la audiencia. Anka cambió de sello discográfico y firmó con RCA Victor. Sus primeros pocos discos fueron muy sólidos. Para esta época grabó en RCA "Love me Warm and Tender", "I'd Like to Know", "Crying in the Wind", "Love Makes the World Around", "At Night, Every Night", "Eso Beso", "Hello Jim", "I'm Watching You", "A Steel Guitar and a Glass of Wine", "Did you have a Happy Birthday", "Ogni Volta", "Eevery Day a Heart is Broken", "No,no", entre otros.

### De regreso
Durante los cinco años después de 1963, Anka no tuvo éxito en las listas. Tras más de 10 años sin obtener nuevos éxitos, En 1971 firmó con un nuevo sello discográfico Buddah Records, con el cual sus melodías fueron escuchadas y vendidas. De esta época son "Jubilation" de 1972 la cual fue un gran hit mundial, "Hey Girl" de 1973, de los pocos sencillos para Buddah Records, pero sus composiciones fueron claras y fuera de su estilo. Tras más de 10 años sin obtener nuevos éxitos, en 1974 formó un dúo con Odia Coates, y grabaron el exitoso tema "Having My Baby", que llegó a la cima de la audiencia, así como "Toi Et Moi", grabada en 1979 con Mireille Mathieu.
En 1974 Anka firmó con United Artists, una compañía conocida por mediania en el camino de la música. De esta época es "Let me get to know you" (Déjame conocerte) que tuvo relativo éxito. Su primer sencillo de gran éxito fue "(You're) Having My Baby", (Vas a tener a mi hijo), a dúo con Odia Coates, la cual llegó al número uno de las listas de Billboard, en 1974. Basado en una retroalimentación de un nuevo movimiento feminista, Anka inició con la canción "(You're) Having Our Baby". Su canción fue ahora dirigida al nuevo mercado "adulto contemporáneo".
En adición a esto, el tema "My Way", adaptación por Anka de la canción francesa Comme d'habitude, se convierte en un clásico mundial con Frank Sinatra y es seguramente la principal razón por la que Paul Anka es hoy recordado. Esta canción ha sido grabada por muchos artistas, tanto melódicos como del rock. Muchos años después, el mismo Anka grabó una versión de ella a dúo con Julio Iglesias. Otro gran éxito en la interpretación de Tom Jones fue She’s a Lady (Ella es una dama), lanzada en 1971.
Por los años 1970 Anka presentó un show construido alrededor del estándar de las grandes bandas, sus hits propios y canciones suyas escritas para otros.

### Amigos: álbum de 1996
Amigos, de 1996, es un álbum de dúos con versiones en español interpretados por cantantes latinoamericanos de canciones de Paul Anka, incluyendo participaciones de Juan Gabriel, Ricky Martin, Celine Dion, José Luis Rodríguez "El Puma", José José, Myriam Hernández, Julio Iglesias, Lucero y Marta Sánchez. Paul Anka ha sido el productor ejecutivo de este disco. Salió al mercado el 30 de julio de 1996, editado por la Sony Music Entertainment México, S.A. con buena aceptación por el público.
Hoy Paul Anka es multimillonario, debido a sus interpretaciones en clubes nocturnos, grabaciones y regalías y su participación en dos casas de publicidad. Tiene un jet personal, un gran rancho cerca de Monterey y su casa en Las Vegas. En 1991, compró un porcentaje del equipo de hockey sobre hielo, los Senadores de Ottawa. En 1999 viajó a Líbano, para cantar en el Foro de Beirut a sala llena.

### Una canción para Buddy Holly
Anka también escribió "It Doesn´t Matter Anymore" (Ya no importa) una canción escrita para Buddy Holly, grabada antes del fallecimiento de Holly en febrero de 1959 en accidente de aviación. Anka respondió acerca de esto: "It Doesn't Matter Anymore" tiene una trágica ironía ahora, pero al final esto ayudó después a la familia de Holly. Yo doné mis regalías de esta composición a su viuda, es todo lo que yo puedo decir".

### Sus éxitos en los años 1950
- En 1957 además del éxito de "Diana", estuvieron "I Love You, Baby","Tell Me That You Love Me", I'm still waiting here for you", "Jambalaya", "Pity, pity", "Sing, sing, sing", "Down by de river side", "You belong to me" (aporte de Freddy Bonilla Torreblanca, La Serena, Chile).
- En 1958: "You Are My Destiny", "Crazy Love", "Let the Bells Keep Ringing", "Midnight", "Just Young", "The Teen Commandments", "(All of a Sudden) My Heart Sings".
- En 1959: "I Miss You So", "Lonely Boy" (Número uno en Billboard), "Put Your Head On my Shoulder" (Número 2 en Billboard), "It´s Time To Cry (Número 4 en Billboard).

### Los años 1960
- En 1960: "Puppy Love" (Número 2 en Billboard), "Adam and Eve", "My Home Town" (Número 8 en Billboard), "Something Happened", "Hello Young Lovers", "I Love You In The Same Old Way", "Summer's Gone", "Rudolph the Red Nosed Reindeer".
- En 1961: "The Story Of My Love", "Don't Say You're Sorry", "Tonight My Love Tonight", "Dance On Little Girl" (Número 10 en Billboard), "Kissin' On the Phone", "Cinderella", "The Bells At My Wedding", "Loveland", "Uh Uh".
- En 1962: "The Fools Hall of Fame", "I'd Never Find Antoher You", "I Comming Home", "I never knew your name", "Love Me Warm and Tender", "A Steel Guitar and a Glass of Wine", "Ese Beso" (That Kiss) cantada en español", " Hello Jim", "You've got the nerve to call this love", "I'd like to know", "I can't stop loving you".
- En 1963: "Love (Makes the World Go Round)", "Remember Diana", "Did You Have a Happy Birthday?", "Crying in the wind", "Every night","I'm watching you", "At the night"
- En 1964: "My Baby's Comin' Home", "Ogni volta", "No, no".
- En 1965 solo se le conoció "Every day a heart is broken"
- En 1966, al menos en varios países de Sudamérica no se le conocen grandes canciones, al igual que a Elvis Presley y Neil Sedaka. La invasión inglesa estaba en todo su apogeo, comandada por The Beatles, The Rolling Stones, The Kinks, The Who, The Herman's Hermits, The Dave Clark Five por mencionar.
- En 1967 se le conoce "Fly me to the moon"
- En 1968, "Save the last dance to me" y "La farfalla impassiva".
- En 1969: "Goodnight, My Love", (Buena noches, mi amor) un éxito original de Ray Petersen de 1959, "In the Still of the Night", "Sincerely", "Happy".

### Los años 1970
- En 1971: "Do I Love You" (Te amo)
- En 1972: "Jubilation", "Life Song"
- En 1973: "While We're Still Young", "Hey Girl".
- En 1974: "Let Me Get To Know You", "(You're) Having My Baby (Número Uno Billboard), "One Man Woman/One Woman Man" (Número 7 en Billboard), "I Don't Like to Sleep Alone" (Número 8 de Billboard).
- En 1975: "(I Believe) There's Nothing Stronger Than Our Love", "Times of Your Life" (Número 7 de Billboard), "Anytime (I'll Be There).
- En 1976: "Make It Up To Me in Love", "Happier", "My Best friend's Wife"
- En 1977: "Everybody Ought To Be In Love", "Brought Up In New York (Brought Down in L.A.), "This Is Love".
- En 1978: "The Times of Your Life" utilizada por la compañía fotográfica Kodak como campaña de sus productos.
- En 1979: "As Long As We Keep Believing", "I've Been Waiting For You All Of My Life".

### Los años 1980
- En 1981: "Think I'm in Love Again", "Lady Lay Down"
- En 1983: "Hold Me 'Til the Mornin' Comes".
- En 1984: "Second Chance"

Su álbum de 1998 A Body of Work (Un cuerpo de trabajo), fue su primer disco nuevo de estudio en los Estados Unidos desde Walk a Fine Line (Camina una línea fina), en 1983. Entre los vocalistas y otros ejecutantes estaban Celine Dion, Kenny G, Patti LaBelle y Skiler Jett. El álbum incluyó la nueva versión de "Hold Me 'Til the Morning Comes", una versión nueva con Peter Cetera. En 2005, su álbum con arreglos de big-band y standares contemporáneos, Rock Swings, era el regreso de una corriente principal, una clase que le daría como premio una estrella en Canadá en el Walk of Fame de Toronto.

### This is It: ¿Jackson o Anka?
Con la aparición de "This Is It", canción póstuma de Michael Jackson, Paul Anka aseguró ser coautor de la canción alegando que Jackson se apropió de ella. Según Anka, hacia 1983 un joven Michael Jackson quiso colaborar con él y ambos empezaron a idear canciones, surgiendo una que titularon "I Never Heard" (Nunca escuché). Finalmente el proyecto no culminó, de acuerdo con Anka, y Jackson solo llegó a grabar una demo (maqueta) que quedó inédita por haber decidido no usarla. Pero esta canción fue lanzada por el sello Sa-Fire y se publicó tras la muerte de Jackson, figurando él como único autor. Estando Jackson muerto, no era posible discutir o aclarar la situación para revisar qué tipo de colaboración hicieron. Después de esto, Anka trató de obtener el crédito de su participación en la composición y reclamó el pago de regalías. Los administradores de Jackson gratificaron a Anka con el 50% de los derechos de composición. En resumen la canción queda con Anka como cocompositor. Sin embargo, Paul Anka se atribuyó el crédito de la canción y llegó a cantarla en el LI Festival Internacional de la Canción de Viña del Mar el 2010, en un dúo virtual con Jackson. Tras cierta controversia, la participación de Anka en dicha canción fue reconocida, y en 2014 se han publicado más canciones suyas con Jackson, como "Love Never Felt So Good" (álbum Xscape).

### México
Las canciones de Paul Anka, desde sus inicios en 1957, llegaban mediante el sello ABC-Paramount y eran distribuidas a través de discos Gamma en México. Empezaba la traducción al español de muchas de ellas, ya siendo éxitos en el mercado estadounidense. César Costa, cuyo nombre verdadero es César Roel y quién tomó el apellido Costa del director de orquesta y arreglista Don Costa, director de la orquesta que acompañaba en sus grabaciones a Paul Anka, comenzó a cantarlas en español y fueron éxitos, no solo en México sino en toda Latinoamérica. Pero César Costa no fue el único, dado que Enrique Guzmán, Alberto Vázquez, Angélica María, Los Cinco Latinos y otros grupos del rock and roll en México, también cantaron sus canciones. El origen real de la demanda de Paul Anka contra César Costa en realidad nunca se supo pero se cree fue debido a no cubrirse los derechos de autor. Cuando se graba una canción, al escribir el nombre del compositor independiente del idioma original, la casa grabadora disquera está obligada a pagar un porcentaje en regalías de derecho de autor. Finalmente Paul Anka escuchó sus composiciones en el idioma español, quedando gratamente sorpendido por los arreglos musicales realizados en esas grabaciones. Decidió el retiro de la demanda cuando llegó a un arreglo con César Costa y la casa grabadora Orfeón. Paul Anka participó en 2019 junto a Emmanuel (cantante mexicano) en el disco "Navidad (Deluxe Edition)" con la canción "Winter Wonderland (Llegó la navidad)".

### Italia
Como el famoso ídolo adolescente por sus canciones en inglés, Anka tuvo un hit en el mercado italiano con "Summer's Gone" (El verano se ha ido) en 1960. LA canción fue comericializada en italiano como "Dove Sei". La grabación fue todo un suceso inmediato, llegando al número 4 en las listas italianas de hits, abriendo una prometedora carrera en el extranjero. Anka tuvo aceptación y una intensa colaboración con músicos italianos de ese tiempo, incluyendo al compositor y director Ennio Morricone, el cantante y compositor Lucio Battisti, y el letrista Mogol. Su discografía oficial por parte de la RCA Italia, reporta nueve sencillos, pero las listas italianas tenían otras seis canciones interpretadas y grabadas en italiano. Su máximo hit fue "Ogni giorno", con la cual llegó al número uno en 1962, seguida por "Plangeró per te", llegando esta y "Ogni giorno" al número dos en 1963 y 1964. "Ogni volta "(Every Time") fue cantada por Anka durante el Festival de San Remo en 1964 y fueron vendidas más de un millón de copias solo en Italia. Fue premiada con un disco de oro.
Regresó a al Festival de San Remo en 1968 con la canción "La farfalla impazzita" de Battisti-Mogol. En esa ocasión el mismo título fue interpretado por el crooner italiano Johnny Dorelli . El par de cantantes, sin embargo, fueron eliminados antes de la etapa final de la competición. Anka, quizá por coincidiencia, dejó Italia por un corto tiempo. En el 2003 Anka regresó con un concierto exclusivo en Bolonia, organizado por la compañía italiana Mapel, durante la exhibición de CERSAIE. Anka grabó una versión de "My Way" alternando con coros como acompañamiento del evento.
En el 2005, grabó un dueto con el cantante de los años 1960 Adriano Celentano, una nueva versión de "Diana" con letra en italiano por Celentano-Mogol con el cantante y compositor Alex Britti en la guitarra. La canción llegó al número tres.

### Otros países
Con el éxito en Italia, Anka entró al mercado francés con canciones con letras en francés que fueron conocidas: una reportada por las listas italianas ("Faibles Femmes", 1959) y otra reportada por su discografía oficial ("Comme Avant") con Mireille Mathieu. Un sencillo liberado en japonés ("Kokor no sasae"/Shiawasw E no Tabiji") es también reportado en su discografía. En 1993 grabó a dueto con la cantante filipina Regine Velasquez titulado "It's hard to say goodbye", incluida en su álbum, Reason Enough. Esta canción sería grabada años más tarde con Céline Dion y fue incluida en su álbum "A Body of Work".

## Vida personal
Anka se casó con Anne De Zogheb, hija del diplomático libanés Charles de Zogheb, matrimonio que duro del 16 de febrero de 1963 hasta 2001. La pareja se conoció en 1962 en San Juan (Puerto Rico), donde ella era modelo y estaba contratada por la Eileen Ford Agency. Zogheb había crecido en Egipto pero tenía ascendencia libanesa, inglesa, francesa, holandesa y griega. La pareja se casó al año siguiente en una ceremonia en el aeropuerto Orly en París. Luego del nacimiento de su segundo hijo, Anne dejó el modelaje. Tuvieron cinco hijas: Alexandra, Amelia, Anthea, Alicia y Amanda (casada con el actor Jason Bateman).
En 2008, Anka se casó con su asistente personal, Anna Aberg de nacionalidad sueca, en Cerdeña. Se divorciaron en 2010 y obtuvo la custodia de su hijo, Ethan. Anna aparece en un show de la televisión sueca, una versión de esposas desesperadas (Desperate Housewives).
En 1972, una calle en Ottawa fue nombrada Paul Anka Drive. En 1981, el consejo de la ciudad de Ottawa, nombró el 26 de agosto el día de Paul Anka, al celebrar su cuarto de siglo como estrella del espectáculo. El 6 de septiembre de 1990, obtuvo la ciudadanía estadounidense.
Anka escribió una autobiografía, My Way (Mi manera), con asociación del escritor David Dalton.

### Reconocimientos

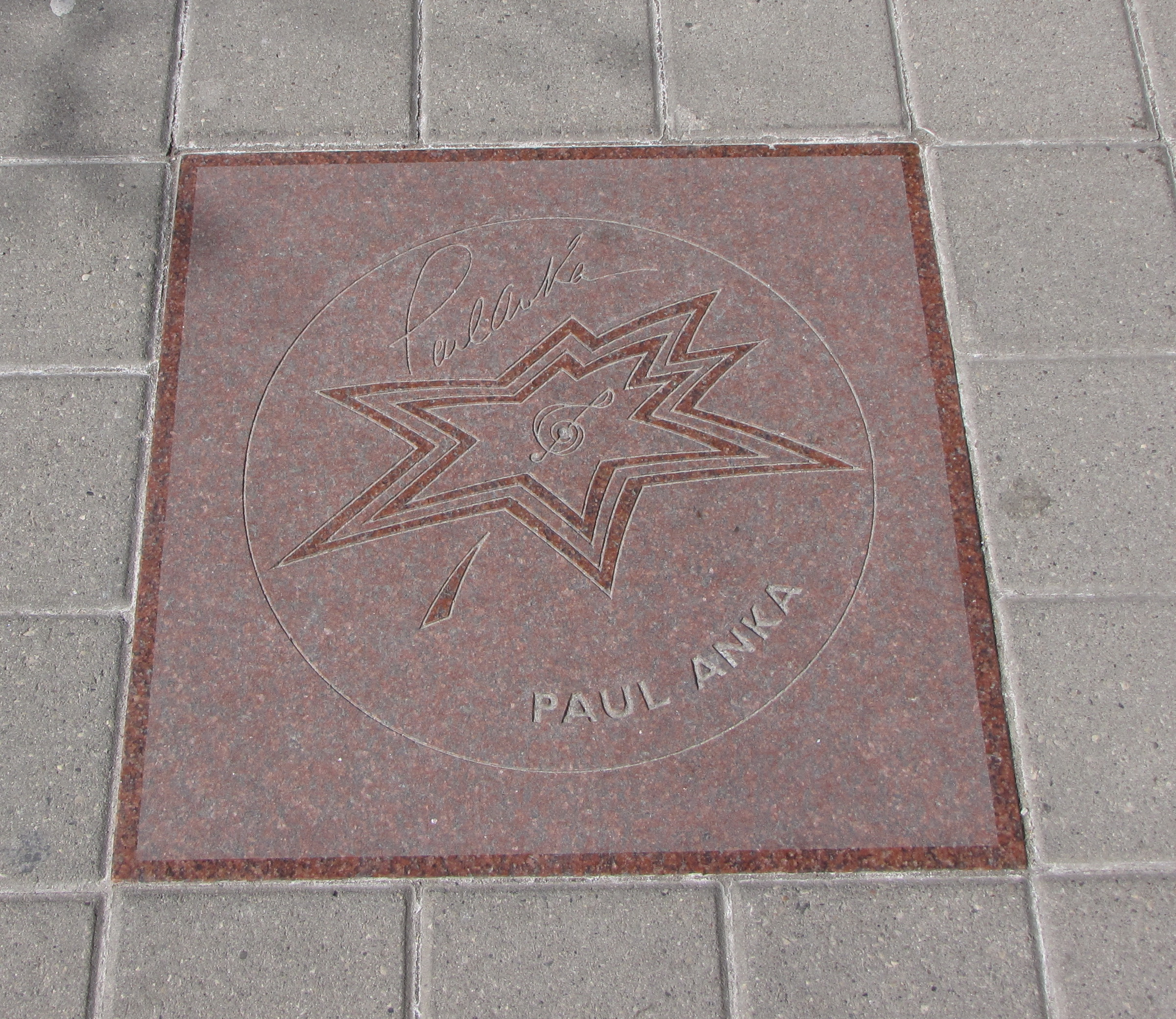
Estrella de Paul Anka en el Paseo de la Fama de Canadá.

Entre otras distinciones, Paul Anka fue nombrado para el Salón de la Fama del Music Hall de Canadá y además fue elegido para el Paseo de la Fama de Hollywood.

## Demandas y litigios
A mediados de la década de 1960 emprendió una demanda en contra del cantante mexicano César Costa, dado que grababa sus canciones traducidas al español y ganaba gran éxito y popularidad en América Latina. Tras entrevistarse con César Costa antes de ir a los tribunales, Paul Anka desistió de la demanda cuando se enteró de lo popular que ya era su música en los países de habla hispana y gratamente sorprendido por los arreglos musicales a sus composiciones. Quedaron como amigos. También se vio envuelto en otro litigio: reclamó la coautoría de la canción "This is It", grabada por Michael Jackson en 1983 y que se publicó póstumamente como obra exclusiva de Jackson. Paul Anka vio reconocidos sus derechos y en 2014 se ha publicado más material de igual autoría, como "Love Never Felt So Good". Esta melodía aparece en el álbum póstumo de Jackson Xscape del 2014. Esta canción fue grabada por Johnny Mathis en 1984.[cita requerida]
Desde 1990, se naturalizó ciudadano de los Estados Unidos.

### Discografía parcial
- 1957: Diana
- 1958: Crazy love
- 1958: You Are My Destiny
- 1959: It's Time to Cry
- 1959: Lonely Boy
- 1959: I Miss You So
- 1959: (All of A Sudden) My Heart Sings
- 1959: Puppy Love
- 1959: Put Your Head on My Shoulder
- 1961: Tonight My Love, Tonight
- 1974: Having My Baby (dueto con Odia Coates)
- 1974: I Don't Like to Sleep Alone (dueto con Odia Coates)
- 1974: One Man Woman/One Woman Man (dueto con Odia Coates)
- 1975: Times of Your Life
- 1983: Hold Me Till The Morning Comes
- 1989: Somebody loves you
- 1996: Paul Anka - Amigos grabado en español con cantantes de América Latina.
- 2005: Rock Swings # 9 UK
- 2007: Classic Songs - My Way